# کن هنزلی

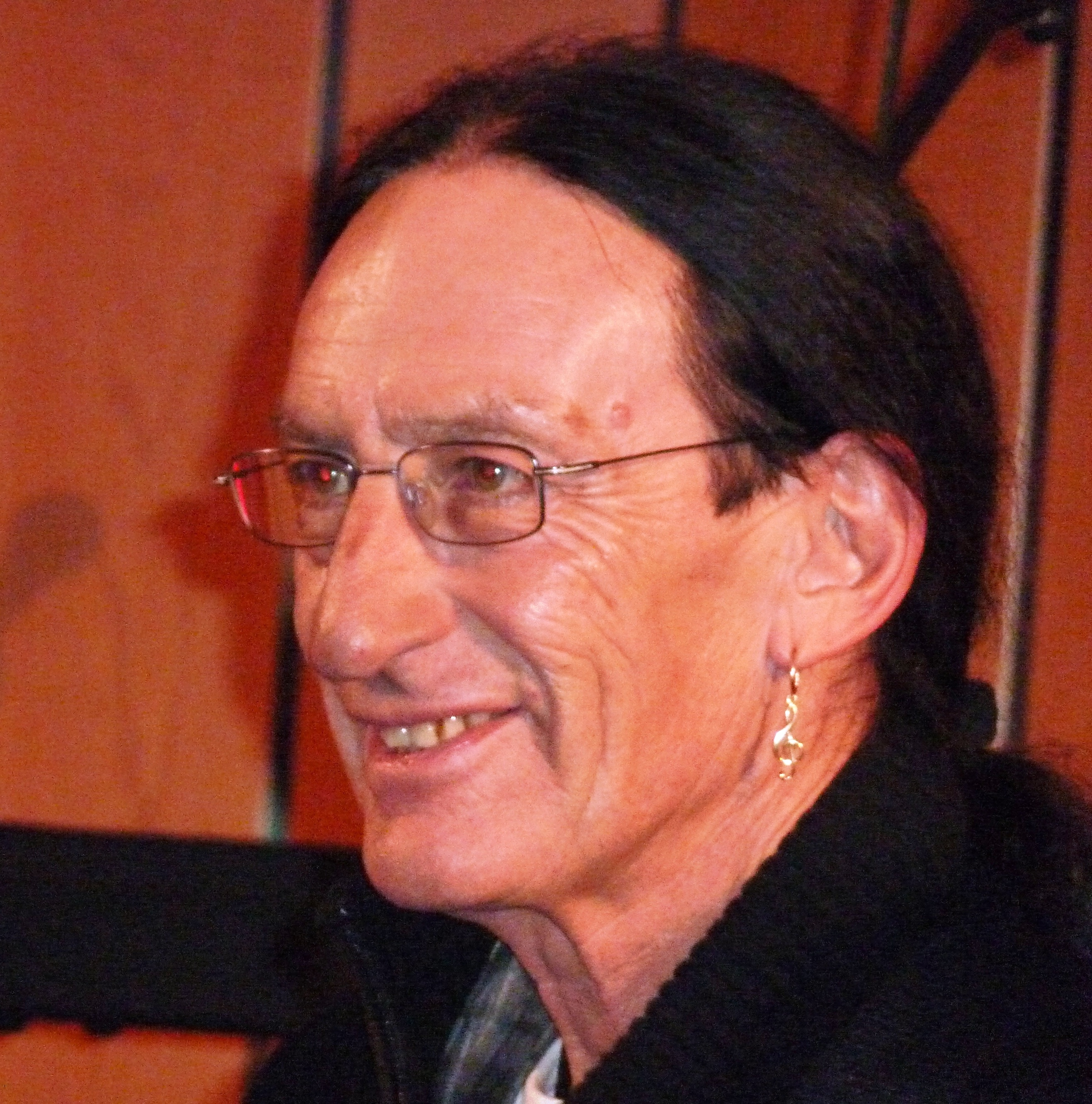
هنزلی در انجمن جهانی خلاقیت ۲۰۰۹ در لودویگزبورگ، آلمان

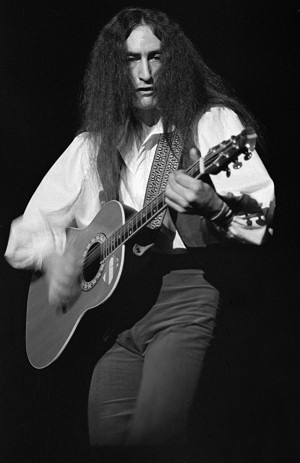
هنزلی در حال اجرا با یوریا هیپ در سال ۱۹۷۷

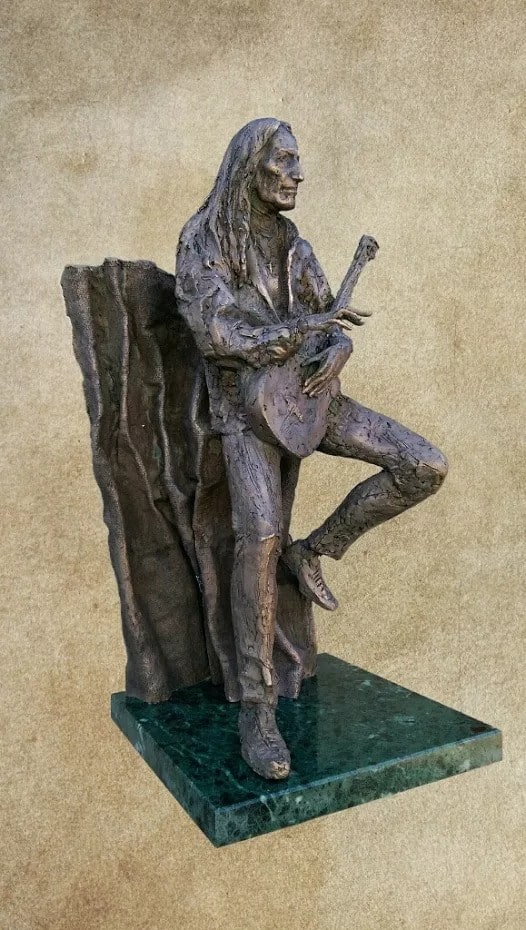
پرتره برنزی کن هنزلی اثر مجسمه‌ساز لهستانی گنادی یرسوف ۲۰۱۴

کنت ویلیام دیوید هنزلی (به انگلیسی: Kenneth William David Hensley) (زاده ۲۴ اوت ۱۹۴۵ – درگذشته ۴ نوامبر ۲۰۲۰) خواننده، ترانه‌سرا، و تهیه‌کننده انگلیسی بود که بیشتر به خاطر همکاری با گروه موسیقی یوریا هیپ در دهه ۱۹۷۰ شناخته می‌شود.

## پیشینه
او اکثر آهنگ‌های یوریا هیپ را در دوره اوج این گروه نوشت از جمله تک‌آهنگ‌های موفق «بانوی سیاه پوش» (که در آن آواز اصلی را خواند)، «زندگی راحت» و «همچنین «خودت رو نگاه کن، و «من را آزاد کن» از آن جمله هستند.
در سال ۱۹۸۰ هنسلی گروه را ترک کرد، زیرا از اهداف و از جهت موسیقی که اعضا برای آینده انتخاب کرده بودند ناراضی بود. پس از تلاش برای تشکیل یک گروه جدید در بریتانیا (شاتگان)، او بعداً به ایالات متحده نقل مکان کرد و چند کنسرت در آمریکای شمالی به عنوان گروه کن هنزلی اجرا کرد.
در ۷ دسامبر ۲۰۰۱، جان لاوتون و کن هنزلی درشپردز بوش امپایر با یوریا هیپ روی صحنه ظاهر شدند. این کنسرت به صورت CD/DVD ضبط و منتشر شد. در سپتامبر ۲۰۰۸، هنسلی مجدداً با همتایان سابق گروه هیپ، لاتون، کرسلیک و نیوتن همراه با گیتاریست سابق فوکوس، یان دومی، روی صحنه رفت.

## درگذشت
در سال‌های بعد، هنزلی و همسرش مونیکا در روستای آگوست در نزدیکی آلیکانته در اسپانیا زندگی می‌کردند. هنسلی در ۴ نوامبر ۲۰۲۰ در سن ۷۵ سالگی به دنبال یک بیماری کوتاه درگذشت.
او قبل از مرگش آلبومی با عنوان «کتاب پاسخ‌های من» را به پایان رسانده بود که در ۵ مارس ۲۰۲۱ منتشر.

## آلبوم‌های انفرادی
- کلمات غرورآمیز در قفسه ای غبارآلود (1973) - AUS #۵۷
- مشتاق به لذت (۱۹۷۵)
- روح آزاد (۱۹۸۰)
- بهترین‌های کن هنزلی (تلفیقی، ۱۹۹۰)
- از زمان به زمان (۱۹۹۴)
- نگاهی به شکوه (۱۹۹۹)
- گلچین کن هنزلی (تدوین، ۲۰۰۰)
- دویدن کور (۲۰۰۲)
- آخرین رقص (۲۰۰۳)
- خاطرات جادوگر جلد. ۱ (تلفیقی، CD/DVD، ۲۰۰۴)
- یکشنبه سرد پاییز (۲۰۰۵)
- عناصر – گلچین ۱۹۶۸ تا ۲۰۰۵ (تدوین، ۲۰۰۶)
- درون معما (تدوین، ۲۰۰۶)
- خون در بزرگراه (۲۰۰۷)
- آتش زنده (DVD، ۲۰۰۷)
- عشق و اسرار دیگر (2012)[۷]
- افسانه زنده (زنده، ۲۰۱۳)
- کمیاب و بی‌زمان (تلفیقی، ۲۰۱۸)
- کتاب پاسخ‌های من (۲۰۲۱)

## با یوریاهیپ
- - Uriah Heep – 10 Jahre Rockmusik , Markus Ott و Ken Hensley (1980)
- وقتی رویاهای زیادی به حقیقت می‌پیوندند - داستان کن هنسلی (۲۰۰۶)
- Easy Livin' Ken Hensleyn vuodet 1970-1980، Mika Järvinen (2013)